# Kevin Wilson (schrijver)

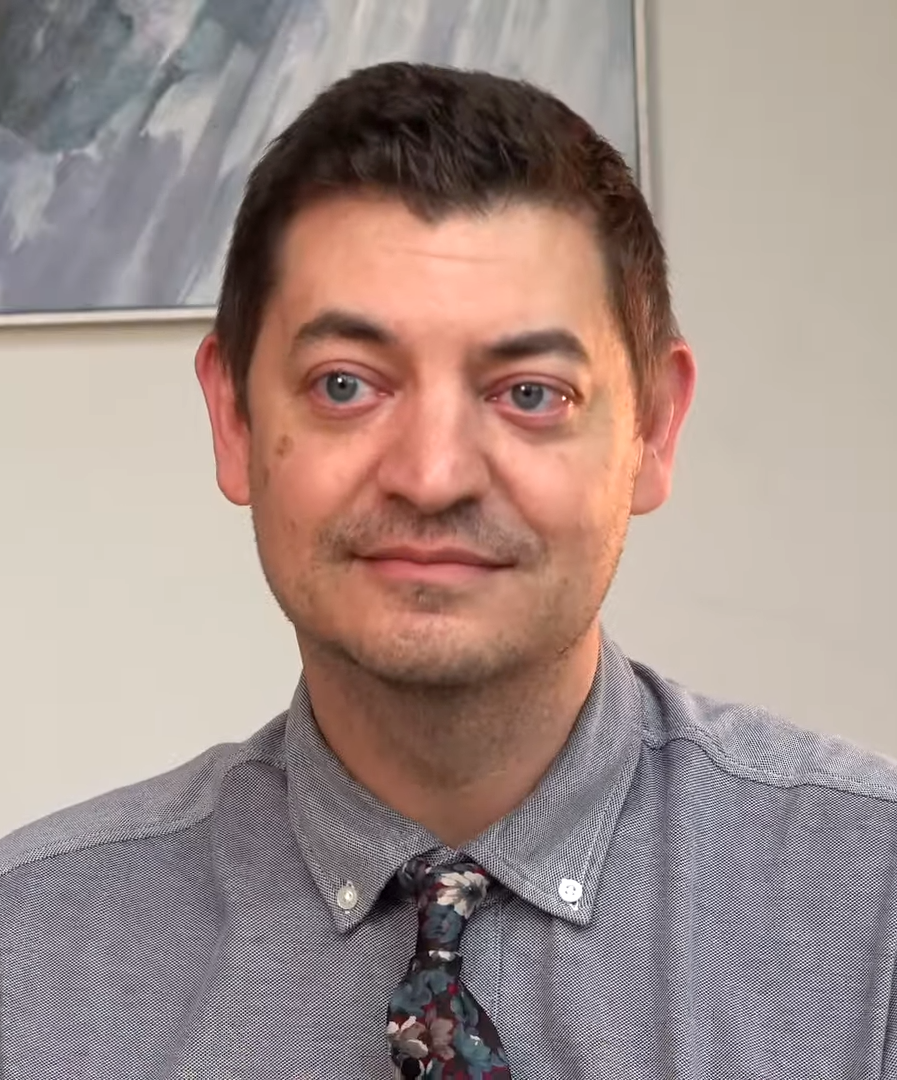
Kevin Wilson

Kevin Wilson (Sewanee, 1978) is een Amerikaanse schrijver. Hij ontving de Alex Award en Shirley Jackson Award voor zijn debuut Tunneling to the center of the Earth, een verhalenbundel die ook in het Nederlands vertaald is (Graven naar het hart van de Aarde). Family Fang (vertaald in het Nederlands als De Familie Fang) werd verfilmd door acteur/ regisseur Jason Bateman als The Family Fang (2015).
Wilsons werk schuurt vaak tegen het absurdistische aan, waarbij het vertelperspectief vaak vanuit het ik-perspectief geschreven is. Enkele malen hanteert in zijn korte verhalen het personaal perspectief. Vaak speelt een verhaal zich af tegen een wat onalledaagse achtergrond (bijvoorbeeld de bezigheden van een 'huuroma' of de besognes van een man die de letters fabriceert van een gezelschapsspel, beiden uit Graven naar het hart van de Aarde).
Wilson is, naast zijn werk als schrijver,  tevens docent Engels aan de University of the South in Sewanee. Hij heeft verscheidene beurzen gekregen van universiteiten en kunstinstellingen in de Verenigde Staten.
Wilson is getrouwd met dichteres Leigh Anne Couch en heeft 2 zoons.

## Romans
- Perfect Little World (2017)
- Family Fang (vertaald in het Nederlands als De Familie Fang) (2011)
- Tunneling to the center of the Earth (vertaald in het Nederlands als Graven naar het hart van de Aarde) (2009)